# ŠD Vrhnika
ŠD Vrhnika – słoweński klub szachowy z siedzibą we Vrhnice.

## Historia
Klub został założony w 1925 roku. W 2001 roku awansował do Državnej članskiej ligi. W sezonach 2002–2003 klub uzyskał czwarte miejsce w lidze; w kadrze drużyny w tym okresie znajdowali się m.in. Hrvoje Stević i Matej Šebenik. W 2011 roku zespół zajął trzecią pozycję w mistrzostwach kraju. W latach 2014–2015 ŠD Vrhnika uzyskał wicemistrzostwo Słowenii, kończąc rozgrywki jedynie za ŽŠK Maribor. W 2018 roku zespół spadł z najwyższej ligi słoweńskiej.